# 7266 Trefftz
A 7266 Trefftz (ideiglenes jelöléssel 4270 T-2) a Naprendszer kisbolygóövében található aszteroida. Cornelis Johannes van Houten, Ingrid van Houten-Groeneveld és Tom Gehrels fedezte fel 1973. szeptember 29-én.